# دولنی کروپا (ناحیه ملادا بولسلاف)
دولنی کروپا (ناحیه ملادا بولسلاف) (به چکی: Dolní Krupá) یک منطقهٔ مسکونی در جمهوری چک است که در ناحیه ملادا بولسلاو واقع شده‌است. دولنی کروپا ۱۱٫۲ کیلومتر مربع مساحت و ۲۲۵ نفر جمعیت دارد و ۲۷۵ متر بالاتر از سطح دریا واقع شده‌است.